# Parafia św. Jana Chrzciciela w Trzciance
Parafia pw. św. Jana Chrzciciela w Trzciance – parafia rzymskokatolicka należąca do dekanatu Trzcianka, diecezji koszalińsko-kołobrzeskiej, metropolii szczecińsko-kamieńskiej. Siedziba parafii mieści się w Trzciance. Została utworzona w 1731.  Obsługiwana jest przez księży Saletynów.

## Miejsca kultu

### Kościół parafialny
Kościół św. Jana Chrzciciela w Trzciance – został zbudowany w latach 1914–1917 w stylu neobarokowym.

### Kościoły filialne i kaplice
- Kościół św. Bartłomieja Apostoła w Niekursku
- Kościół św. Piotra i Pawła Apostoła w Nowej Wsi
- Kaplica w domu Sióstr Franciszkanek w Trzciance
- Kaplica Matki Bożej Bolesnej w szpitalu w Trzciance
- Punkt odprawiania Mszy św. DPS w Trzciance

## Działalność parafialna

### Wspólnoty parafialne
Przy parafii działa kilka wspólnot, m.in. Neokatechumenalna, Straż Honorowa oraz Chór Parafialny „Pasjonata”.

### Biblioteka
Od 20 kwietnia 1983 przy parafii funkcjonuje Biblioteka Parafialna, której uruchomienie rozważano już od 1976 roku. Uroczystego otwarcia oraz poświęcenia placówki dokonał biskup Wilhelm Pluta. Pierwszy księgozbiór liczył niecałe 1200 woluminów, którego katalogowaniem zajęła się grupa ochotników przy pomocy bibliotekarzy z Biblioteki Publicznej. Przez cały okres działania obsługą biblioteki zajmują się wolontariusze. Obecnie księgozbiór liczy 14000 książek, podzielonych na działy religia, beletrystyka, filozofia, historia, literatura dziecięca oraz słowniki, leksykony, encyklopedie. Biblioteka jest skomputeryzowana i korzysta z programu komputerowego MAK. Działa tu również wypożyczalnia filmów video, taśm magnetofonowych oraz płyt kompaktowych, która działa na zasadach Klubu Edukacja 2000 przy Katolickim Stowarzyszeniu Filmowców.
Trzcianecka biblioteka należy do Federacji Bibliotek Kościelnych „Fides”. Kierownikiem biblioteki jest Edwin Klessa.
Dzięki wypożyczeniom międzybibliotecznym można tu korzystać ze zbiorów bibliotek Katolickiego Uniwersytetu Lubelskiego i Papieskiej Akademii Teologicznej.

### Wydawnictwo
Przy bibliotece działa wydawnictwo, które wydało m.in. broszury:
- Z dziejów Parafii w Trzciance
- Źródła do dziejów Parafii w Trzciance

oraz książkę:
- Apostoł Pięknej Pani

### Tydzień Kultury Chrześcijańskiej
Parafia wraz z biblioteką corocznie organizują Tydzień Kultury Chrześcijańskiej, podczas którego odbywają się koncerty, konkursy (rzeźba, malarstwo, poezja, fotografia), a także wystawy i prelekcje. Gośćmi TKCh byli m.in. Piotr Szczepanik, Paweł Łączkowski i Peter Raina. Przy organizacji Tygodnia uczestniczą także Trzcianecki Dom Kultury, Młodzieżowy Dom Kultury, Muzeum Ziemi Nadnoteckiej im. Wiktora Stachowiaka oraz Biblioteka Publiczna Miasta i Gminy im. Kazimiery Iłłakowiczówny.